# Gennadi Sergejewitsch Prigoda
Gennadi Sergejewitsch Prigoda (russisch Геннадий Серге́евич Пригода; * 2. Mai 1965 in Rostow am Don) ist ein ehemaliger russischer Schwimmer, der für die Sowjetunion startete.

## Karriere
Prigoda gewann seine ersten Medaillen 1985 bei den sowjetischen Schwimmmeisterschaften. Bis 1991 erschwamm er dort zehn Goldmedaillen. Auf internationaler Ebene gewann er mit der 4 × 100-m-Freistilstaffel bei den Schwimmweltmeisterschaften 1986 in Madrid seine erste Medaille. Bei den Schwimmeuropameisterschaften 1987 folgte auch seine erste Einzelmedaille über 50 m Freistil. 1988 nahm er bei den Olympischen Spielen in Seoul teil und gewann dort eine Silber- und zwei Bronzemedaillen. Bei den Schwimmweltmeisterschaften 1991 und den Schwimmeuropameisterschaften im selben Jahr war er erneut erfolgreich. Bei den Olympischen Sommerspielen 1992 gewann er als Teil des Vereinten Teams Silber mit der Staffel über 4 × 100 m Freistil. Nach den Olympischen Spielen beendete er seine Karriere.
Im Anschluss an seine Karriere studierte er Pädagogik an der Lesgaft-Universität in Sankt Petersburg.

### Privates
Sein Sohn Kirill Prigoda ist ebenfalls Schwimmsportler.